# Armadillidium steindachneri
Armadillidium steindachneri är en kräftdjursart som beskrevs av Hans Strouhal 1927. Armadillidium steindachneri ingår i släktet Armadillidium och familjen klotgråsuggor. Inga underarter finns listade i Catalogue of Life.